# Helichrysum witbergense
Helichrysum witbergense là một loài thực vật có hoa trong họ Cúc. Loài này được Bolus mô tả khoa học đầu tiên.